# Campionat de Zúric 1995
L'edició del 1995 fou la 80a del Campionat de Zuric. La cursa es disputà el 20 d'agost de 1995, entre Basilea i Zúric i amb un recorregut de 235 quilòmetres. El vencedor final fou el belga Johan Museeuw, que s'imposà per davant de Gianni Bugno i Giorgio Furlan.
Va ser la novena cursa de la Copa del Món de ciclisme de 1995.

## Classificació final
|    | Ciclista                 | Equip                   | Temps      |
| -- | ------------------------ | ----------------------- | ---------- |
| 1  | Johan Museeuw (BEL)      | Mapei-GB                | 6h 34' 15" |
| 2  | Gianni Bugno (ITA)       | MG Maglificio-Technogym | m. t.      |
| 3  | Giorgio Furlan (ITA)     | Gewiss-Ballan           | m. t.      |
| 4  | Michele Coppolillo (ITA) | Navigare-Blue Storm     | m. t.      |
| 5  | Maarten den Bakker (NED) | TVM-Gazelle             | m. t.      |
| 6  | Massimo Donati (ITA)     | Mercatone Uno-Saeco     | m. t.      |
| 7  | Fabio Baldato (ITA)      | MG Maglificio-Technogym | m. t.      |
| 8  | Andrea Ferrigato (ITA)   | ZG Mobili-Selle Italia  | m. t.      |
| 9  | Maurizio Fondriest (ITA) | Lampre-Panaria          | +07"       |
| 10 | Lance Armstrong (USA)    | Motorola                | m. t.      |